# Механизъм за справяне
Механизъм за справяне в психологията, и в някои случаи медицината и биологията, са усилията на организма или психиката за справяне с личните и междуличностните проблеми, или в социологията на дадена група с груповите проблеми, както и на обществото и т.н.
Понякога тези механизми за справяне са наричани също така стратегии за справяне или умения за справяне, като в същото време от тази група се изключват несъзнаваните защитни механизми в психологията.
Понякога в психологията дори се говори за стилове в стратегиите на справяне при индивидите .

## Видове стратегии за справяне
Позитивни / негативни стратегии
Стратегиите често се разглеждат като позитивни, такива които имат положително въздействие върху личността и/или положителен изход от стресова ситуация и такива, които са негативни, тоест имат патологично въздействие или не са продуктивни за ситуацията .